# وینمونوپوله
وینمونوپوله (انگلیسی: The Wine Monopoly) یک فروشنده مشروبات الکلی در نروژ و در مالکیت دولت نروژ است.
این فروشنده، تنها فروشنده مشروبات الکلی در نروژ است که اجازه فروش مشروبات الکلی با الکل بیشتر از ۴.۷٪ را دارد.